# ドワイト・ムハマド・カウィ
ドワイト・ムハマド・カウィ（Dwight Muhammad Qawi、1953年1月5日 - 2025年7月25日）は、アメリカ合衆国の男性プロボクサー。メリーランド州ボルチモア出身。イスラム教に改宗以前の本名はドワイト・ブラクトン（Dwight Braxton）。元WBC世界ライトヘビー級王者。元WBA世界クルーザー級王者。世界2階級制覇王者。

## 来歴
1978年4月19日、カウィはプロデビューを果たし6回引き分けに終わった。
1978年6月3日、ロウ・ベンソン・ジュニアと対戦し6回判定勝ちを収めた。
1978年11月2日、ジョニー・デービスと対戦し初黒星となる6回判定負けを喫した。
1979年5月25日、ルイス・ブトラーと対戦し6回判定勝ちを収めた。
1979年7月3日、ルイス・ブドラーと2ヶ月ぶりに対戦し8回判定勝ちを収めた。
1979年9月26日、ドナルド・ビッフ・クラインと対戦し初回TKO勝ちを収めた。
1979年11月14日、ジョニー・ウィルバーンと対戦し8回判定勝ちを収めた。
1980年2月4日、初めてのアウェー試合でチェウニス・コクと対戦し10回KO勝ちを収めた。
1980年3月29日、コーネル・チャヴィスと対戦し初回1分12秒TKO勝ちを収めた。
1980年6月5日、チャールズ・スミスと対戦し4回TKO勝ちを収めた。
1980年8月14日、リック・ジェスターと対戦し3回TKO勝ちを収めた。
1980年11月6日、トニー・メソラーカと対戦し6回TKO勝ちを収めた。
1981年1月8日、ジョニー・デービスと3年ぶりに再戦し10回判定勝ちを収めた。
1981年3月5日、アル・ボルデンと対戦し10回判定勝ちを収めた。
1981年5月31日、元WBA世界ライトヘビー級王者マイク・ロスマンと対戦し7回1分59秒KO勝ちを収めた。
1981年9月5日、ジェームス・スコットと対戦し10回判定勝ちを収めた。
1981年12月19日、WBC世界ライトヘビー級王者マシュー・サード・ムハマドと対戦し10回2分54秒TKO勝ちを収め王座獲得に成功した。
1982年3月21日、ジェリー・マーティンと対戦し6回2分30秒TKO勝ちを収め初防衛に成功した。
1982年8月7日、前王者マシュー・サード・ムハマドと対戦し6回1分23秒TKO勝ちを収め返り討ちにすると同時に2度目の防衛に成功した。
1982年11月20日、エディー・デービスと対戦し11回28秒TKO勝ちを収め3度目の防衛に成功した。
1983年3月18日、WBA世界ライトヘビー級王者マイケル・スピンクスと対戦。ライトヘビー級クラス最強決定戦にふさわしい接戦となり15回0-3(2者が141-144、140-144)の判定負けを喫しWBC王座4度目の防衛に失敗、WBA王座獲得に失敗しWBC王座から陥落した。
1983年9月17日、ジョニー・デービスと対戦し10回判定勝ちを収めた。
1984年3月21日、パット・クィーロと対戦し10回判定勝ちを収めた。
1984年12月12日、スタンリー・ロスと対戦し10回判定勝ちを収めた。
1985年2月27日、マイケル・グリールと対戦し10回判定勝ちを収めた。
1985年7月27日、WBA世界クルーザー級王者ピエット・クロースと対戦。破格のパワーを持つクロースとの試合はカウィが一歩も引かないアウェーとはいえ大激戦となった。11回にダウンを奪うとそのままレフェリーストップ。11回1分47秒TKO勝ちを収め2階級制覇を達成した。試合終了後のスコアは10回0-1のドロー(96-98、95-95、96-96)だった。
1986年1月8日、リック・エニースと対戦し初回1分54秒KO勝ちを収めた。
1986年3月22日、元ヘビー級統一王者レオン・スピンクスと対戦。6回2分56秒TKO勝ちを収め初防衛に成功した。
1986年7月12日、イベンダー・ホリフィールドと対戦し15回1-2(140-144、143-141、138-147)の判定負けを喫し3度目の防衛に失敗し王座から陥落した。この勝利でホリフィールドは長らく現役トップに君臨するきっかけとなった。
1987年5月15日、元WBA世界クルーザー級王者オジー・オカシオと対戦し10回0-2(95-95、94-95、94-96)の判定負けを喫した。
1987年8月15日、元IBF世界クルーザー級王者リー・ロイー・マーフィーと対戦し6回1分30秒TKO勝ちを収めた。
1987年12月5日、WBA・IBF世界クルーザー級王者イベンダー・ホリフィールドと対戦。前回同様に接戦となったがキャリア初のKO負けとなる4回2分30秒KO負けを喫しWBAに続く王座獲得に失敗した。
1988年3月19日、ジョージ・フォアマンと対戦し7回1分51秒TKO負けを喫した。
1988年11月23日、オリアン・アレクサンダーと対戦し3回TKO勝ちを収めた。
1989年2月15日、後のWBO世界クルーザー級王者タイロン・ブーズと対戦し10回判定勝ちを収めた。
1989年4月18日、アンドレ・マッコールとWBCアメリカ大陸クルーザー級王座決定戦で対戦し12回3-0(119-110、118-106、120-108)の判定勝ちを収め王座獲得に成功した。
1989年11月27日、ホリフィールドが返上したWBA世界クルーザー級王座決定戦でタオヒク・バルボーリと対戦し12回1-2(113-115、113-116、115-114)
の判定負けを喫し3年ぶりの王座返り咲きに失敗した。
1990年3月16日、マイク・ハンターと対戦し12回0-3(111-117、109-119、112-116)の判定負けを喫しWBCアメリカ大陸王座の初防衛に失敗し王座から陥落した。
1991年3月2日、ベルト・クレブリーと対戦し3回TKO勝ちを収めた。
1991年4月20日、トミー・リチャードソンと対戦し初回KO勝ちを収めた。
1991年6月11日、ジェームス・サルメロと対戦し10回3-0(98-93、100-90、98-92)の判定勝ちを収めた。
1991年7月23日、エディー・テイラーと対戦し4回終了時棄権によるTKO勝ちを収めた。
1991年11月7日、元IBF世界クルーザー級王者リッキー・パーキーとWBCアメリカ大陸クルーザー級王座決定戦を行い8回終了時棄権によるTKO勝ちを収め王座返り咲きに成功した。
1992年5月8日、後のIBF世界クルーザー級王者アーサー・ウィリアムスと対戦し10回判定負けを喫した。
1992年10月13日、後のWBA世界クルーザー級王者ネート・ミラーと対戦し10回0-3(91-99、2者が92-98)の判定負けを喫した。この試合後1度目の引退を表明した。
1997年5月8日、エアール・クラークと対戦し6回判定勝ちを収めた。
1997年6月27日、テイロン・デムビーと対戦し2回TKO勝ちを収めた。
1998年11月25日、トニー・ラローサと対戦し8回判定負けを喫した試合を最後に現役を引退した。
2004年国際ボクシング名誉の殿堂博物館にモダーン部門で殿堂入りを果たした。
認知症との闘病の末、2025年7月25日に死去。72歳没。

## 獲得タイトル
- WBC世界ライトヘビー級王座（防衛3）
- WBA世界クルーザー級王座（防衛1）
- WBCアメリカ大陸クルーザー級王座